# 斉藤晴男
斉藤 晴男（さいとう はるお、1923年5月26日 - 2012年11月5日）は、日本の物理学者。元四国大学学長、鳴門教育大学学校教育学部教授及び同大学副学長。大阪大学名誉教授。

## 経歴
- 1987年 - 鳴門教育大学学校教育学部教授就任。
- 1998年 - 鳴門教育大学副学長就任。
- 1992年 - 四国大学学長就任[2]。
- 1999年 - 勲三等旭日中綬章受章[3]。
- 2012年11月5日 - 急性心不全のため死去[4]。89歳没。

## 著書
- 『物理学への道〈下〉』(1983年4月、学術図書出版社)

### 共著
- 『放射線工学』(浅田常三郎、川西政治、1961年、オーム社)
- 『物理学への道 下』(砂川重信、松田久 1976年4月、学術図書出版社)